# USS Tullibee (SS-284)
USS Tullibee (SS-284) là một tàu ngầm lớp Gato từng phục vụ cùng Hải quân Hoa Kỳ trong Chiến tranh Thế giới thứ hai. Nó là chiếc tàu chiến đầu tiên của Hải quân Hoa Kỳ được đặt cái tên này, theo tên một loài trong họ Cá hồi. Nó đã phục vụ trong Thế chiến II, thực hiện được bốn chuyến tuần tra, đánh chìm ba tàu Nhật Bản với tổng tải trọng 10.579 tấn. Trong chuyến tuần tra cuối cùng ngoài khơi Palau, con tàu bị đánh chìm bởi ngư lôi của chính nó vào ngày 26 tháng 3, 1944. Tullibee được tặng thưởng ba Ngôi sao Chiến trận do thành tích phục vụ trong Thế Chiến II.

## Thiết kế và chế tạo
Lớp tàu ngầm Gato được thiết kế cho mục đích một tàu ngầm hạm đội nhằm có tốc độ trên mặt nước cao, tầm hoạt động xa và vũ khí mạnh để tháp tùng hạm đội chiến trận. Con tàu dài 311 ft 9 in (95,02 m) và có trọng lượng choán nước 1.525 tấn Anh (1.549 t) khi nổi và 2.424 tấn Anh (2.463 t) khi lặn. Chúng trang bị động cơ diesel dẫn động máy phát điện để cung cấp điện năng cho bốn động cơ điện, đạt được công suất 5.400 shp (4.000 kW) khi nổi và 2.740 shp (2.040 kW) khi lặn, cho phép đạt tốc độ tối đa 21 hải lý trên giờ (39 km/h) và 9 hải lý trên giờ (17 km/h) tương ứng. Tầm xa hoạt động là 11.000 hải lý (20.000 km) khi đi trên mặt nước ở tốc độ 10 hải lý trên giờ (19 km/h) và có thể hoạt động kéo dài đến 75 ngày và lặn được sâu tối đa 300 ft (90 m).
Lớp tàu ngầm Gato được trang bị mười ống phóng ngư lôi 21 in (530 mm), gồm sáu ống trước mũi và bốn ống phía phía đuôi tàu, chúng mang theo tối đa 24 quả ngư lôi. Vũ khí trên boong tàu gồm một hải pháo 3 inch/50 caliber, và thường được tăng cường một khẩu pháo phòng không Bofors 40 mm nòng đơn và một khẩu đội Oerlikon 20 mm nòng đôi, kèm theo súng máy .50 caliber và .30 caliber. Tiện nghi cho thủy thủ đoàn bao gồm điều hòa không khí, thực phẩm trữ lạnh, máy lọc nước, máy giặt và giường ngủ cho hầu hết mọi người, giúp họ chịu đựng cái nóng nhiệt đới tại Thái Bình Dương cùng những chuyến tuần tra kéo dài đến hai tháng rưỡi.
Tullibee được đặt lườn tại Xưởng hải quân Mare Island ở Vallejo, California vào ngày 1 tháng 4, 1942. Nó được hạ thủy vào ngày 11 tháng 11, 1942, được đỡ đầu bởi bà Kenneth C. Hurd, và được cho nhập biên chế cùng Hải quân Hoa Kỳ vào ngày 15 tháng 2, 1943 dưới quyền chỉ huy của Hạm trưởng, Trung tá Hải quân Charles F. Brindupke.

## Lịch sử hoạt động

### 1943
Sau khi hoàn tất việc chạy thử máy huấn luyện tại vùng biển ngoài khơi San Diego, California từ ngày 8 đến ngày 30 tháng 4, 1943, Tullibee khởi hành vào ngày 8 tháng 5 để hướng sang khu vực quần đảo Hawaii, và đi đến Trân Châu Cảng vào ngày 15 tháng 5.

#### Chuyến tuần tra thứ nhất
Trong chuyến tuần tra đầu tiên từ ngày 19 tháng 7 đến ngày 6 tháng 9, Tullibee hoạt động tại khu vực Tây quần đảo Caroline. Nó phát hiện một tàu chở hành khách vào ngày 28 tháng 7, nhưng được một tàu hộ tống và một máy bay bảo vệ chặt chẽ nên không thể tấn công. Nó chuyển sang tuần tra trên tuyến đường hàng hải giữa Saipan và Truk từ ngày 5 tháng 8. Năm ngày sau đó nó phóng ngư lôi tấn công hai tàu buôn từ khoảng cách 2.700 thước Anh (2.500 m) nhưng không trúng mục tiêu do cài đặt sai độ sâu của ngư lôi. Phản công bằng mìn sâu của tàu hộ tống đối phương đã khiến nó bị hư hại kính tiềm vọng.
Sau khi phát hiện một đoàn ba tàu buôn được hộ tống vào ngày 14 tháng 8, Tullibee phóng ngư lôi tấn công từ khoảng cách 3.000 thước Anh (2.700 m) nhưng bị trượt. Chiếc tàu ngầm trồi lên độ sâu kính tiềm vọng để phóng tiếp ba quả ngư lôi vào chiếc tàu buôn cuối cùng, nhưng đối thủ đã trông thấy và cơ động né tránh. Đến ngày 22 tháng 8, nó lại phát hiện một đoàn năm tàu buôn được hai tàu khu trục hộ tống, nên đã tiếp cận ở khoảng cách 2.000 thước Anh (1.800 m) và phóng ba quả ngư lôi vào chiếc tàu buôn ở gần nhất, rồi hai phút sau đó lại phóng tiếp ba quả ngư lôi vào một tàu buôn khác. Đang khi lặn sâu để né tránh phản công từ các tàu khu trục, nó ghi nhận ba vụ nổ, nhưng khi trồi lên mặt nước để quan sát nó chỉ ghi nhận khoảng 1000 thùng dầu rỗng trôi nổi trên mặt nước. Tài liệu của Nhật Bản thu được sau chiến tranh xác nhận nó đã gây hư hại cho một tàu chở hàng và đánh chìm tàu chở hành khách Kaisho Maru (4.164 tấn). Nó kết thúc chuyến tuần tra khi quay trở về căn cứ Midway.

#### Chuyến tuần tra thứ hai
Trong chuyến tuần tra thứ hai từ ngày 28 tháng 9 đến ngày 16 tháng 11, Tullibee hoạt động tại khu vực biển Hoa Đông giữa quần đảo Ryūkyū và bờ biển Trung Quốc. Nó phát hiện một đoàn chín tàu buôn được ba tàu khu trục hộ tống vào ngày 4 tháng 10, và theo dõi cho đến sáng hôm sau lúc 00 giờ 58 phút, khi nó phóng ba quả ngư lôi vào một tàu buôn lớn, trúng đích một quả. Một loạt ba quả ngư lôi khác nhắm vào một tàu chở hàng đã trúng đích hai quả, cuối cùng đã đánh chìm chiếc Chicago Maru (5.866 tấn). Đến ngày 17 tháng 10, nó bắt gặp một đoàn bảy tàu buôn được ba tàu khu trục hộ tống, mà sau đó tách ra làm hai nhóm để hướng đến bờ biển Trung Quốc và nhóm kia đến quần đảo Bành Hồ. Chiếc tàu ngầm theo dõi nhóm thứ hai, tấn công chiếc tàu buôn lớn nhất với sáu quả ngư lôi và trúng đích được một quả; Tullibee quay mũi để phóng bốn quả ngư lôi phía đuôi vào một mục tiêu thứ hai, rồi lặn sâu để né tránh các tàu hộ tống. Đến ngày 5 tháng 11, đang khi di chuyển ngầm gần đảo Okinoerabujima, nó phát hiện một tòa nhà ba tầng lớn trên đảo, nên đã nổi lên và bắn phá bằng hải pháo trước khi rút lui về Midway, và sau đó về Trân Châu Cảng.

### 1944

#### Chuyến tuần tra thứ ba
Hoạt động trong thành phần một đội tấn công phối hợp "Bầy sói", vốn bao gồm các tàu ngầm chị em Halibut (SS-232) và Haddock (SS-231), Tullibee khởi hành từ Trân Châu Cảng vào ngày 14 tháng 12, 1943 cho chuyến tuần tra thứ ba. Nó hoạt động tại vùg biển quần đảo Mariana để ngăn chặn tàu bè đi lại giữa căn cứ Truk và chính quốc Nhật Bản. Nó phát hiện một tàu ngầm Nhật Bản đang di chuyển trên mặt nước vào ngày 2 tháng 1, 1944, và đã phóng bốn quả ngư lôi vào đối thủ từ khoảng cách 3.000 yd (2.700 m). Đối phương phát hiện các quả ngư lôi nên đã chuyển hướng để né tránh, và Tullibee sau đó bị một thủy phi cơ phản công với sáu quả bom được ném xuống.
Sau khi tàu ngầm chị em Haddock báo cáo đã gây hư hại cho chiếc tàu sân bay hộ tống Unyō vào ngày 19 tháng 1, và đối thủ đang cố lết về Saipan, Tullibee phát hiện chiếc tàu sân bay vào ngày 25 tháng 1, đang di chuyển gần bờ và được các tàu hộ tống và máy bay bảo vệ chặt chẽ. Nó tiếp tục theo dõi mục tiêu trong nhiều ngày nhưng không có cơ hội tiếp cận để tấn công. Ba ngày sau đó, nó phát hiện hai mục tiêu qua màn hình radar, và đã phóng ba quả ngư lôi vào một tàu chở hàng và một quả ngư lôi khác vào một tàu hộ tống. Mục tiêu thứ nhất, tàu kéo lưới Hiro Maru (549 tấn), trúng hai quả ngư lôi và đắm chỉ trong vòng một phút, trong khi chiếc tàu hộ tống né tránh được; chiếc tàu ngầm phải lặn sâu để né tránh phản công. Nó quay trở về Trân Châu Cảng vào ngày 10 tháng 2.

#### Chuyến tuần tra thứ tư
Tullibee rời Trân Châu Cảng vào ngày 5 tháng 3 cho chuyến tuần tra thứ tư, cũng là chuyến cuối cùng. Nó ghé đến Midway vào ngày 14 tháng 3 để được tiếp thêm nhiên liệu trước khi đi đến khu vực tuần tra được chỉ địanh tại quần đảo Palau, nơi nó sẽ phục vụ tìm kiếm và giải cứu hỗ trợ cho chiến dịch không kích của các tàu sân bay trong các ngày 30 và 31 tháng 3. Nó đi đến nơi vào ngày 25 tháng 3 và bắt đầu tuần tra, rồi sang ngày hôm sau đã phát hiện qua radar một đoàn tàu vận tải bao gồm một tàu chở hành khách lớn, hai tàu buôn, một tàu khu trục và hai tàu hộ tống khác. Nó theo dõi đoàn tàu để tìm cơ hội tấn công, nhưng bị mất dấu giữa các cơn mưa giông. Cuối cùng nó tiếp cận mục tiêu ở khoảng cách 3.000 thước Anh (2.700 m) và phóng hai quả ngư lôi phía mũi. Khoảng hai phút sau, quả ngư lôi chạy vòng tròn đã quay lại đánh trúng vào chính chiếc tàu ngầm và đánh chìm nó tại tọa độ 9°30′B 134°45′Đ / 9,5°B 134,75°Đ.
Một thủy thủ, Trung sĩ Clifford W. Kuykendall, đang đứng trên cầu tàu bị cú chấn động của vụ nổ làm bất tỉnh và rơi xuống nước, trở thành người duy nhất sống sót trong số thành viên thủy thủ đoàn. Kuykendall được một  tàu khu trục lớp Wakatake cứu vớt và bị bắt làm tù binh cho đến khi chiến tranh chấm dứt. Tên của Tullibee được cho rút khỏi danh sách Đăng bạ Hải quân vào ngày 29 tháng 7, 1944.

## Phần thưởng
Tullibee được tặng thưởng ba Ngôi sao Chiến trận do thành tích phục vụ trong Thế Chiến II. Nó được ghi công đã đánh chìm ba tàu Nhật Bản với tổng tải trọng 10.579 tấn.
|  |                                         |  |
|  | Bronze star · Bronze star · Bronze star |  |

| Dãi băng Hoạt động Tác chiến  |                                                                         |                                      |
| Huân chương Chiến dịch Hoa Kỳ | Huân chương Chiến dịch Châu Á-Thái Bình Dương với 3 Ngôi sao Chiến trận | Huân chương Chiến thắng Thế Chiến II |